# Oleander (musikgrupp)
Oleander är en postgrungegrupp från Sacramento i delstaten Kalifornien i USA. Namnet är taget från den giftiga vildblomman oleander, som ofta syns växa längsmed landsvägarna i Norra Kalifornien. 

## Medlemmar
Nuvarande medlemmar
- Thomas Flowers - sång, gitarr (1990-2002, 2008-idag)
- Doug Eldridge - basgitarr (1990-2002, 2008-idag)
- Ric Ivanisevich - gitarr (1990-2002, 2008-idag)
- Rich Mouser - sologitarr (2008-idag)
- Steve Brown - trummor, slagverk (2008-idag)

Tidigare medlemmar
- Fred Nelson Jr. - trummor (1995-1998)
- Jonathan Mover - trummor, slagverk (1999)
- Scott Devours - trummor (1999-2003)

## Diskografi

### Album
- Shrinking the Blob (släppt 29 juli 1997)
- February Son (släppt 23 februari 1999, sålde guld)
- Unwind (släppt 6 mars, 2001)
- Joyride (släppt 4 mars 2003)
- Something Beautiful (släppt 16 april 2013)

### EP-skivor
- Oleander (1996)
- Runaway Train (2002)

### Singlar
| År   | Låt                    | U.S. Modern Rock | U.S. Mainstream Rock | Album               |
| ---- | ---------------------- | ---------------- | -------------------- | ------------------- |
| 1997 | "Down When I'm Loaded" | -                | -                    | Shrinking The Blob  |
| 1999 | "Why I'm Here"         | 13               | 3                    | February Son        |
| 1999 | "I Walk Alone"         | 37               | 24                   | February Son        |
| 2001 | "Are You There?"       | 19               | 6                    | Unwind              |
| 2003 | "Hands off the Wheel"  | -                | 25                   | Joyride             |
| 2010 | "Daylight"             | -                | -                    | Something Beautiful |
| 2011 | "Fight!"               | -                | -                    | Something Beautiful |
| 2013 | "Something Beautiful"  | -                | -                    | Something Beautiful |